# 鵜住神社

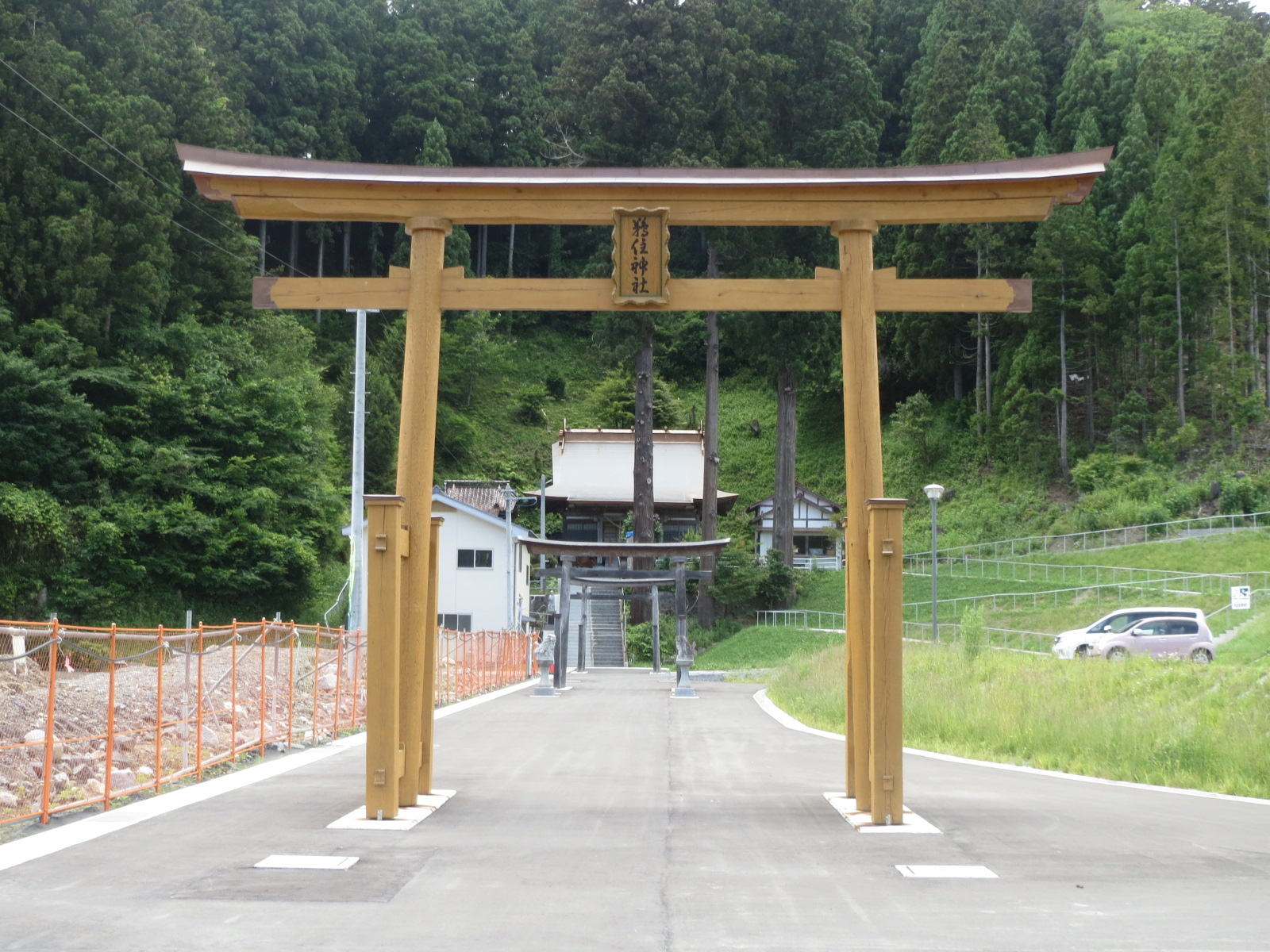
1番鳥居

鵜住神社（うのすみじんじゃ）は、岩手県釜石市鵜住居町にある神社。東北地方太平洋沖地震（東日本大震災）で発生した津波により甚大な被害を受けた。

## 祭神
- 品牟陀和気命（ほんだわけのみこと）
- 大山祇命（おおやまつみのみこと）

## 歴史
1690年（元禄3年）勧請。2011年（平成23年）3月に発生した東日本大震災で鳥居3基（木製2、石製1）と神輿3基を消失。鳥居は半年後に1基、翌年に1基、2017年12月に3基目の1番鳥居を復元した。1番鳥居は高さ約5メートルの柱に銅板加工を施した笠木を渡す。2018年（平成30年）から翌2019年にかけてNHKの年越し番組『ゆく年くる年』で生中継された。

## 文化財

### 有形文化財（県指定）
- 木造十一面観音立像（2012年〈平成24年〉11月13日 指定）

像背銘から室町時代後期、1510年（永正7年）の作とされ、上閉伊地区における最古の年号を持つ仏像。観音堂は、明治以前は一段上の地に祀られていたもので、津波で鵜住居市街地が壊滅した一方、当社（元観音堂）は無傷で鎮座し続けている。観音堂はもともと安全な位置に建てられ、参道は避難路に、祭礼は自然に避難訓練も兼ねていた。実際に多くの市民が当社に上がり難を逃れた。2012年（平成24年）11月13日、県から有形文化財に指定された。

### 天然記念物（市指定）
- 夫婦クロベ（1978年〈昭和53年〉11月28日 指定、2016年〈平成28年〉12月26日 指定解除）

1690年（元禄3年）の神社の勧請の際に植えられたと伝えられ、樹齢は300年余であり1978年（昭和53年）11月28日に市文化財（天然記念物）に指定された。2016年時点で本殿に向かって右側の樹高は28メートル、幹周472センチメートル、根元周550センチメートル。二股になった左側は樹高30メートル、幹周407センチメートル、根元周460センチメートルの巨木だった。しかし東日本大震災以降、樹勢の衰えが加速し、2016年12月に文化財指定を解除され、翌年1月伐採された。

### 無形民俗文化財（市指定）
- 鵜住居虎舞（2012年〈平成24年〉11月28日 指定）

伝承者は江戸時代中期頃の創始と伝えている。当社に奉納する虎舞であり、当社祭典には神輿の供として参加する。昭和初期に、銅版が巻いてある「巳之松」の銘が刻まれた横笛が発見され、言い伝えなどから江戸時代末期のものであると推測されている。2012年11月、市から無形民俗文化財に指定された。

## 現地情報
所在地
- 岩手県釜石市鵜住居町第13地割28番地

交通アクセス
- 最寄駅：三陸鉄道リアス線鵜住居駅より徒歩18分
- バス：三陸鉄道リアス線釜石駅より岩手県交通バス「赤浜」行または「浪板」行で「新川原」下車、徒歩5分
- 三陸縦貫自動車道釜石北インターチェンジより車5分

周辺
- 釜石市立鵜住居小学校
- 釜石市立釜石東中学校
- 釜石鵜住居復興スタジアム